# Krejg Kalhun
Kreg Kalhun (engl. Craig Chalhoun; rođen 16. juna 1952) je američki sociolog i zagovornik korišćenja društvenih nauka kada je reč o pitanjima od javnog interesa. U septembru 2012. godine postao je direktor Fakulteta ekonomskih i političkih nauka Univerziteta u Londonu (engl. London School of Economics and Political Science). U februaru 2016. objavljeno je da će u leto 2016. postati novi predsednik na Berggruen Institute. Prethodno je bio predsednik Istraživačkog saveta društvenih nauka (engl. Social Science Research Council), univerzitetski profesor društvenih nauka na Univerzitetu u Njujorku i direktor Instituta za javno znanje Njujorškog univerziteta (engl. Institute for Public Knowledge). U saradnji sa Richard Sennett osnovao je NYLON, interdisciplinarni radni seminar za postdiplomce iz Njujorka i Londona koji doprinose etnografskom i istorijskom istraživanju koje se odnosi na politiku, kulturu i društvno.

## Biografija
Kalhun je rođen 1952. godine u gradu Votsika, u američkoj saveznoj državi Ilinois. Studirao je antropologiju i kinematografiju na Univerzitetu u juznoj Kaliforniji (1972), antropologiju i sociologiju na Univerzitetu u Kolumbiji (1974) i socijalnu antropologiju na Univerzitetu u Mančesteru (1975). Doktorirao je sociologiju i savremenu socijalnu i ekonomsku istoriju na Univerzitetu u Oksfordu 1980. godine, kao student J.C. Mitchell-a, Angus MacIntyre-a, i R.M. Hartwell-a. Predavao je na Univerzitetu Severna Karolina (University of North Carolina at Chapel Hill) od 1977. do 1996. godine. Tu je takođe bio dekan Fakulteta i osnivački direktor Univerzitetskog centra za međunarodne studije. Preselio se u Njujork 1996. godine kao predsednik Odeljenja za sociologiju u periodu velike obnove. Otisao je u Kolumbiju 2006. godine, ali se vratio na Univerzitet u Njujorku kao direktor Instituta za javno znanje, koji promovise saradnju među akademcima koji se bave razlicitim disciplinama, i izmedju akademskog i rada stručnjaka. Od septembra 2012. godine, Kalhun je direktor i predsednik Ekonomskog fakulteta Univerziteta u Londonu (London School of Economics). Takodje je predavao na Univerzitetu inostranih studija u Pekingu, Fakultetu naprednih studija za društvene nauke, na Univerzitetu u Asmari, na Univerzitetu u Kartumu, na Univerzitetu u Oslu, kao i na Univerzitetu u Oksfordu. Bio je istraknuti gostujuci profesor Benjamin Meaker-a na Univerzitetu u Bristolu 2000. godine i primio je počasni doktorat 2005. od Univerziteta u Melburnu (La Trobe University in Melbourne).

## Rad i priznanja
Od 1999. do 2012. Kalhun je bio predsednik Istraživačkog saveta društvenih nauka (Social Science Research Council) . On je u tom Istraživačkom savetu istakao javni doprinos društvenih nauka. Objasnio je svoja gledišta u eseju “Towards a More Public Social Science”, koji je prvi put objavljen u delu Istraživačkog saveta društvenih nauka, “Izveštaj predsednika” 2004. godine, nakon čega je preveden, ponovo štampan i široko rasprostranjen na internetu. Nakon terorističkih napada 11. septembra 2001. godine, Kalhun je pokrenuo inicijativu “Savremena društvena nauka”( Real Time Social Science) koja je obuhvatala esej koji je privukao vise od milion čitalaca. Ovo se nastavilo radom na esejima “Privatizacija rizika”( Privatization of Risk), “Razumevanje Katrine: iz perspektive društvenih nauka”( Understanding Katrina: Perspectives from the Social Sciences) i “Haiti, sada i ubuduće”(Haiti, Now and Next), gde je ispitivao uticaj zemljotresa, koji se dogodio na Haitiju 2010. godine, na socijalnu i političku budućnost Haitija.
Kalhun je napisao preko 100 naučnih članaka, kao i knjiga, od kojih mu je najpoznatije istraživanje Protesta na Tjenanmenu 1989, Nit bogovi nit carevi: Studenti i borba za demokratiju u Kini. Njegovi radovi su prevedeni na više od deset svetskih jezika. Thesis Eleven posvetio je specijalno izdanje njegovom radu, “Kreg Kalhun: Kritika društvene nauke i javna sfera”. Takođe je bio glavni urednik Oksfordovog rečnika društvenih nauka (Oxford Dictionary of the Social Sciences). Njegov skorašnji rad je usmeren na budućnost kapitalizma i na humanitarni rad.
Kao direktor Fakulteta za ekonomske i političke nauke u Londonu(London School of Economics and Political Science), Kalhun je školske godine 2012/2013 bio korisnik " jednog od najvećih povećanja ukupnih plata i beneficija" u britanskom visokom obrazovnom sekotru sa platom od ukupno £ 466 000.
U decembru 2015. godine objavljeno je da će dati ostavku na mestu direktora Fakulteta za ekonomske i političke nauke u Londonu, kako bi se vratio u SAD i 2016. godine postao predsednik na Berggruen Institute u Los Anđelesu.
Dobio je počasni doktorat od Univerziteta Erasmus u Roterdamu(Erasmus University Rotterdam) 2014. godine zato što je “jedan od vodećih društvenih naucnika današnjice”.

## Objavljena dela
- Calhoun, Craig. (2007) Nations Matter: Culture, History, and the Cosmopolitan Dream. Routledge
- Calhoun, Craig. (2001) Nationalism. Open University Press and University of Minnesota Press.
- Calhoun, Craig. (1995) Critical Social Theory. Basil Blackwell
- Calhoun, Craig. (1994) Neither Gods Nor Emperors: Students and the Struggle for Democracy in China. University of California Press.
- Calhoun, Craig. (1989; 7th ed., 1996) Sociology. McGraw-Hill Companies.
- Calhoun, Craig. (1982) The Question of Class Struggle: Social Foundations of Popular Radicalism During the Industrial Revolution. University of Chicago Press and Basil Blackwell.
- Calhoun, Craig, Eduardo Mendieta, and Jonathan VanAntwerpen. (2013) Habermas and Religion. Polity Press.
- Calhoun, Craig, Mark Juergensmeyer, and Jonathan VanAntwerpen. (2011) Rethinking Secularism. Oxford University Press.
- Michael Warner, Jonathan VanAntwerpen, and Craig Calhoun. (2010) Varieties of Secularism in a Secular Age. Harvard University Press.
- Calhoun, Craig and Sennett, Richard. (2007) Practicing Culture. Routledge
- Calhoun, Craig; Gerteis, Joseph; Moody, James; Pfaff, Steven; and Indermohan Virk. (2007) Contemporary Sociological Theory, 2nd. ed. Blackwell.
- Calhoun, Craig; Gerteis, Joseph; Moody, James; Pfaff, Steven; and Indermohan Virk. (2007) Classical Sociological Theory, 2nd. ed. Blackwell.
- Calhoun, Craig. (2007) Sociology in America: A History. University of Chicago Press.
- Calhoun, Craig; Rojek, Chris; and Turner, Bryan. (2006) Sage Handbook of Sociology. Sage Publications
- Calhoun, Craig. (2005) Lessons of Empire: Imperial Histories and American Power. New Press.
- Calhoun, Craig; Price, Paul; and Timmer; Ashley. (2002) Understanding September 11. The New Press.
- Calhoun, Craig. (2002) Dictionary of the Social Sciences. Oxford University Press.
- Calhoun, Craig, and McGowan John. (1997) Hannah Arendt and the Meaning of Politics. University of Minnesota Press.
- Calhoun, Craig. (1994) Social Theory and the Politics of Identity. Wiley Blackwell.
- Calhoun, Craig; LiPuma, E.; and Postone; M. (1993) Bourdieu: Critical Perspectives. Cambridge: Polity Press and Chicago: University of Chicago Press.
- Calhoun, Craig. (1993) Habermas and the Public Sphere. Cambridge, MA: MIT Press.
- Calhoun, Craig; Scott, W.R.; and Meyer, M. (1990) Structures of Power and Constraint: Essays in Honor of Peter M. Blau. Cambridge and New York: Cambridge University Press.
- Calhoun, Craig and Ianni, F. A. J. (1976) The Anthropological Study of Education. The Hague: Mouton, and Chicago: Aldine.

## Spoljašnje veze
- LSE profile page Архивирано на веб-сајту  (6. септембар 2016)
- Calhoun's bio, Institute for Public Knowledge
- Social Science Research Council (USA)